# Hergenroth
Hergenroth ist eine Ortsgemeinde im Westerwaldkreis in Rheinland-Pfalz. Sie gehört der Verbandsgemeinde Westerburg an.

## Geographie
Hergenroth liegt zwei Kilometer nördlich von Westerburg. Zu Hergenroth gehört auch der Wohnplatz Marienhöhe. Im südöstlichen Gemeindegebiet fließt der Seebach in den Schafbach.

## Geschichte
Der Ort wurde erstmals im Jahre 879 urkundlich erwähnt, als er von Graf Gebhard im Lahngau dem St. Severusstift in Gemünden geschenkt wurde.
Hergenroth gehörte zur Herrschaft Westerburg und kam 1806 im Zuge der Bildung des Rheinbunds unter Napoleon zum Großherzogtum Berg. 1813 kam Hergenroth vorübergehend an das Haus Oranien-Nassau und infolge des Wiener Kongresses 1815 an das Herzogtum Nassau. Unter der nassauischen Verwaltung gehörte Hergenroth zur Standesherrschaft Leiningen-Westerburg im Amt Rennerod. Im Jahr 1858 lebten in Hergenroth 50 Familien mit 182 Einwohnern. 1866 kam das Herzogtum Nassau und damit auch Hergenroth zum Königreich Preußen.
Kulturdenkmäler
Siehe Liste der Kulturdenkmäler in Hergenroth
Bevölkerungsentwicklung
Die Entwicklung der Einwohnerzahl der Gemeinde Hergenroth, die Werte von 1871 bis 1987 beruhen auf Volkszählungen:
| Jahr | Einwohner |
| ---- | --------- |
| 1815 | 159       |
| 1835 | 206       |
| 1871 | 152       |
| 1905 | 176       |
| 1939 | 254       |
| 1950 | 257       |
| 1961 | 262       |

| Jahr | Einwohner |
| ---- | --------- |
| 1970 | 316       |
| 1987 | 346       |
| 1997 | 425       |
| 2005 | 453       |
| 2011 | 440       |
| 2017 | 442       |
| 2023 | 444       |

## Politik

### Bürgermeister
Nina Podelski-Otte wurde im Juni 2014 Ortsbürgermeisterin von Hergenroth. Bei der Direktwahl am 26. Mai 2019 wurde sie mit einem Stimmenanteil von 96,35 % für weitere fünf Jahre in ihrem Amt bestätigt. Sie wurde im Juni 2024 wiedergewählt.
Podelski-Ottes Vorgänger als Ortsbürgermeister war Bernd Schäfer.

## Verkehr
Nördlich der Gemeinde verläuft die B 255, die von Montabaur nach Herborn führt. Der nächste Autobahnanschluss ist Montabaur an der A 3.
Hergenroth hatte seit 1906 einen Bahnhof an der Bahnstrecke Herborn–Montabaur (Westerwaldquerbahn). Dieser wurde 1959 zu einem Haltepunkt herabgestuft. Der Streckenabschnitt, an dem der Bahnhof lag, verlor zum 31. Mai 1981 den Personenverkehr, zum 18. April 1995 den Güterverkehr und wurde zum 25. April 1998 stillgelegt.
Der nächstgelegene ICE-Halt ist der Bahnhof Montabaur an der Schnellfahrstrecke Köln–Rhein/Main.